# スジブトヒラタクワガタ
スジブトヒラタクワガタ（条太平鍬形 Dorcus metacostatus）は、コウチュウ目・クワガタムシ科・クワガタ属・ヒラタクワガタ亜属の1種で、日本の固有種であり、上翅（じょうし）に明確な太いスジが見られる珍しいクワガタムシである。
種小名のmetacostatusとは「後ろに肋のある」という意味である。

## 形態
体長は♂45mm - 74.6mm、♀25mm - 47mm
上翅には明確なスジが8本ある。世界のクワガタ属のなかでも、大型個体で明確なスジがあるのはスジブトヒラタクワガタだけである。
体色は黒色である。
大アゴは先端が発達し、内側に強く曲がる。大きい内歯（内側のトゲ）は根本から3/5付近にある。
頭部、前胸部は粗い点刻に覆われているが、メスや小型オスの方が特に粗い。
後足の側面のトゲはほとんど消失している。
野生のオスでは40-50mm程度が多く55mm以上は少ない。
近縁な種類は見つかっていないが、DNAから台湾のミヤマヒラタクワガタに比較的近いことが判明している。

## 分布
奄美大島・加計呂麻島・与路島・請島・徳之島
スジブトヒラタクワガタは、アマミヒラタクワガタよりも古い時代に、この地域に たどり着いて進化したと考えられている。

## 生態
広葉樹の森林に生息し、生息数はやや多い。
成虫は、活動期が4月下旬から10月で、発生のピークは7月である。スダジイやアカメガシワなどの広葉樹の樹液などを餌にしている。
樹木の根本近くで活動していることが多い。
メスは、広葉樹の立枯れの地中部や、倒木の下部などの やや湿度の高い朽木に産卵する。
成虫での寿命は1-3年である。
産卵から約1ヵ月ほどで孵化した幼虫は、やや湿度の高い地中の朽木を食べて育つ。幼虫期間は約1年である。蛹になるために、春に蛹室（ようしつ）を作り始めて、約1ヵ月かけて蛹となる。蛹から羽化までは約1ヵ月である。さらに、羽化から約1ヵ月たってから蛹室を出て活動を開始する。
同地域にアマミヒラタクワガタと混生（こんせい）しているが、標高によって住み分けているとする説と、住み分けしていないとする説とがある。アマミヒラタクワガタの発生のピークは8月であり、時期的な住み分けがあるともいわれている。また、アマミヒラタクワガタとの雑種（メス）が過去一例のみ発見されたことがある。